# Gymnocrex talaudensis
Frango-d'água-das-talaud ou frango-de-água-das-talaud (Gymnocrex talaudensis) é uma espécie de ave da família Rallidae.
É endémica da Indonésia.
Os seus habitats naturais são: rios e pântanos.
Está ameaçada por perda de habitat.